# János Farkas
János Farkas (en húngaro: Farkas János; Budapest, Hungría, 27 de marzo de 1942- Budapest, 29 de septiembre de 1989) fue un futbolista húngaro que se desempeñaba como delantero. Tras retirarse como jugador, se convirtió en gastrónomo.

## Selección nacional
Fue internacional con la selección de fútbol de Hungría en 33 ocasiones y convirtió 20 goles. Fue campeón de los Juegos Olímpicos en 1964.

### Participaciones en Copas del Mundo
| Mundial              | Sede       | Resultado        | Partidos | Goles |
| -------------------- | ---------- | ---------------- | -------- | ----- |
| Copa Mundial de 1962 | Chile      | Cuartos de final | 0        | 0     |
| Copa Mundial de 1966 | Inglaterra | Cuartos de final | 4        | 1     |

### Participaciones en Juegos Olímpicos
| Olimpiada             | Sede  | Resultado | Partidos | Goles |
| --------------------- | ----- | --------- | -------- | ----- |
| JJ. OO. de Tokio 1964 | Japón | Campeón   | 5        | 1     |

### Participaciones en Eurocopas
| Copa          | Sede   | Resultado    | Partidos | Goles |
| ------------- | ------ | ------------ | -------- | ----- |
| Eurocopa 1964 | España | Tercer lugar | 1        | 0     |

## Clubes
| Equipo                 | País    | Año       |
| ---------------------- | ------- | --------- |
| Vasas                  | Hungría | 1959-1972 |
| → Ferencváros (cedido) | Hungría | 1963      |

## Palmarés

### Campeonatos nacionales
| Título              | Equipo | País    | Año  |
| ------------------- | ------ | ------- | ---- |
| Nemzeti Bajnokság I | Vasas  | Hungría | 1961 |
| Nemzeti Bajnokság I | Vasas  | Hungría | 1962 |
| Nemzeti Bajnokság I | Vasas  | Hungría | 1965 |
| Nemzeti Bajnokság I | Vasas  | Hungría | 1966 |

### Copas internacionales
| Título           | Equipo  | Sede       | Año  |
| ---------------- | ------- | ---------- | ---- |
| Copa Mitropa     | Vasas   | Budapest   | 1962 |
| Juegos Olímpicos | Hungría | Tokio      | 1964 |
| Copa Mitropa     | Vasas   | Viena      | 1965 |
| Copa Mitropa     | Vasas   | Bratislava | 1970 |

### Distinciones individuales
| Distinción                                | Año  |
| ----------------------------------------- | ---- |
| Máximo goleador de la Nemzeti Bajnokság I | 1966 |